# Лойд Браун
Лойд Браун (на английски: Lloyd Braun) (роден през 1958 г.) е телевизионен и интернет медиен изпълнител, който ръководи фирмата BermanBraun.
Първият голям успех на Браун идва с продуцента Дейвид Чейс и идеята им за „Семейство Сопрано“. По-късно става председател на ABC Entertainment Group от 2002 до 2004 г. Браун е уволнен от поста си, малко след като одобрява пилотния епизод на „Изгубени“, струващ 13 милиона долара. Сериалът обаче става успешен, както и други, на които е дадена зелена светлина от него и партньорката му Сюзън Лайн, включително „Отчаяни съпруги“ и „Анатомията на Грей“. Мястото му е наследено от Стив Макферсън.
На Браун принадлежи репликата "Досега в „Изгубени“", която се чува в началото на повечето епизоди на сериала.
Героят Лойд Браун от ситкома „Зайнфелд“ е кръстен на него, понеже истинският Браун е служел като адвокат на Лари Дейвид.